# Пісківська сільська рада (Бахмацький район)
Піскі́вська сільська́ ра́да — адміністративно-територіальна одиниця та орган місцевого самоврядування в Бахмацькому районі Чернігівської області. Адміністративний центр — село Піски.

## Населені пункти
Сільській раді підпорядковані населені пункти:
- с. Піски
- с. Варварівка
- с. Запорізьке
- с. Кулішове
- с. Олексіївка
- с. Осинівка

## Загальні відомості
В населених пунктах нараховується 673 господарства, в тому числі в селі Піски — 307 , селі Запорізьке — 89 , селі Кулішове — 24, селі Варварівка — 187, селі Олексіївка — 45, селі Осинівка — 21.
Населення сільради — 1175 осіб (2012).
Всі вулиці в населених пунктах асфальтовані, проведено вуличне освітлення в с. Піски та с. Варварівка.

## Історія
Нинішня сільська рада є однією з 20-ти сільських рад Бахмацького району і одна з чотирьох, яка складається з шести населених пунктів.

## Склад ради
Рада складається з 16 депутатів та голови.
- Голова ради: Левченко Світлана Олександрівна
- Секретар ради: Кичка Валентина Володимирівна

### Керівний склад попередніх скликань
| Прізвище, ім'я, по батькові     | Основні відомості                                                         | Дата обрання | Дата звільнення |
| ------------------------------- | ------------------------------------------------------------------------- | ------------ | --------------- |
| Криклива Віра Іванівна          | Сільський голова, 1958 року народження, член Народної партії              | 26.03.2006   | 01.12.2009      |
| Левченко Світлана Олексадрівна  | Сільський голова, 1976 року народження, член Партії регіонів              | 20.06.2010   | 31.10.2010      |
| Левченко Світлана Олександрівна | Сільський голова, 1976 року народження, освіта вища, член Партії регіонів | 31.10.2010   |                 |

Примітка: таблиця складена за даними сайту Верховної Ради України

### Депутати
За результатами місцевих виборів 2010 року депутатами ради стали:

#### За суб'єктами висування
| Суб'єкт висування | Кількість обраних депутатів | %   |
| ----------------- | --------------------------- | --- |
| Партія регіонів   | 16                          | 100 |

#### За округами
| № округу        | Прізвище, ім'я, по батькові   | Дата визнання обраним | Освіта  | Партійна приналежність | Відомості про обраного депутата                      |
| --------------- | ----------------------------- | --------------------- | ------- | ---------------------- | ---------------------------------------------------- |
| Партія регіонів |                               |                       |         |                        |                                                      |
| 1               | Бендяк Алла Петрівна          | 01.11.2010            | вища    | член Партії регіонів   | тимчасово не працює                                  |
| 2               | Кичка Валентина Володимирівна | 01.11.2010            | вища    | член Партії регіонів   | Пісківська сільська рада, секретар                   |
| 3               | Коляда Ольга Олександрівна    | 01.11.2010            | вища    | член Партії регіонів   | Пісківська сільська рада, землевпорядник             |
| 4               | Колода Валентина Віталіївна   | 01.11.2010            | вища    | член Партії регіонів   | Пісківська сільська рада, головний бухгалтер         |
| 5               | Пушенко Надія Олександрівна   | 01.11.2010            | середня | член Партії регіонів   | Пісківська сільська рада, рахівник-касир             |
| 6               | Варчак Андрій Андрійович      | 01.11.2010            | середня | член Партії регіонів   | ПСП «Пісківське», менеджер                           |
| 7               | Клименко Микола Іванович      | 01.11.2010            | середня | член Партії регіонів   | ПСП «Пісківське», механізатор                        |
| 8               | Бондарева Катерина Дмитрівна  | 01.11.2010            | вища    | член Партії регіонів   | ПСП «Пісківське», гол.зоотехнік                      |
| 9               | Зайко Олександр Григорович    | 01.11.2010            | середня | член Партії регіонів   | ПСП «Пісківське», менеджер                           |
| 10              | Орищенко Олександра Іванівна  | 01.11.2010            | вища    | член Партії регіонів   | Пісківська загальноосвітня школа, вчитель            |
| 11              | Бугай Світлана Василівна      | 01.11.2010            | вища    | член Партії регіонів   | Пісківський ДНЗ «Сонечко», завідувачка               |
| 12              | Бугай Анатолій Іванович       | 01.11.2010            | середня | позапартійний          | ПСП «Пісківське», механізатор                        |
| 13              | Рябоконь Алла Олександрівна   | 01.11.2010            | вища    | позапартійна           | Варварівський сільський клуб-бібліотека, завідувачка |
| 14              | Лелюх Наталія Андріївна       | 01.11.2010            | вища    | позапартійна           | Варварівський ФП, завідувачка                        |
| 15              | Кирлиця Валерій Миколайович   | 01.11.2010            | вища    | член Партії регіонів   | ПП «Укр.-агротранс», менеджер                        |
| 16              | Івченко Валентина Григорівна  | 01.11.2010            | середня | член Партії регіонів   | ПП Булах, продавець                                  |